# Universidade de Newcastle (Reino Unido)
A Universidade de Newcastle (legalmente a University of Newcastle upon Tyne) é uma universidade pública de pesquisa com sede em Newcastle upon Tyne, no nordeste da Inglaterra. Ela tem campi no exterior em Singapura e na Malásia. É uma universidade red brick e é membro do Grupo Russell, uma associação de universidades britânicas de pesquisa intensiva.
A universidade tem suas raízes na Escola de Medicina e Cirurgia (mais tarde Faculdade de Medicina), fundada em 1834, e na Faculdade de Ciências Físicas (mais tarde renomeada Faculdade Armstrong), fundada em 1871. Essas duas faculdades passaram a formar a maior divisão da Universidade de Durham, com as Faculdades de Durham formando a outra. As faculdades de Newcastle se fundiram para formar a Faculdade de King em 1937. Em 1963, após uma lei do Parlamento, a Faculdade de King tornou-se a Universidade de Newcastle upon Tyne.
A universidade se subdivide em três faculdades: a Faculdade de Ciências Humanas e Sociais; a Faculdade de Ciências Médicas; e a Faculdade de Ciências, Agricultura e Engenharia. A universidade oferece cerca de 175 programas de graduação em tempo integral em uma ampla gama de áreas que abrangem artes, ciências, engenharia e medicina, juntamente com aproximadamente 340 programas de pós-graduação e pesquisa em diversas disciplinas. A receita anual da instituição para 2022-23 foi de £592,4 milhões, dos quais £119,3 milhões foram provenientes de concessões e contratos de pesquisa, com uma despesa de £558 milhões.

## História

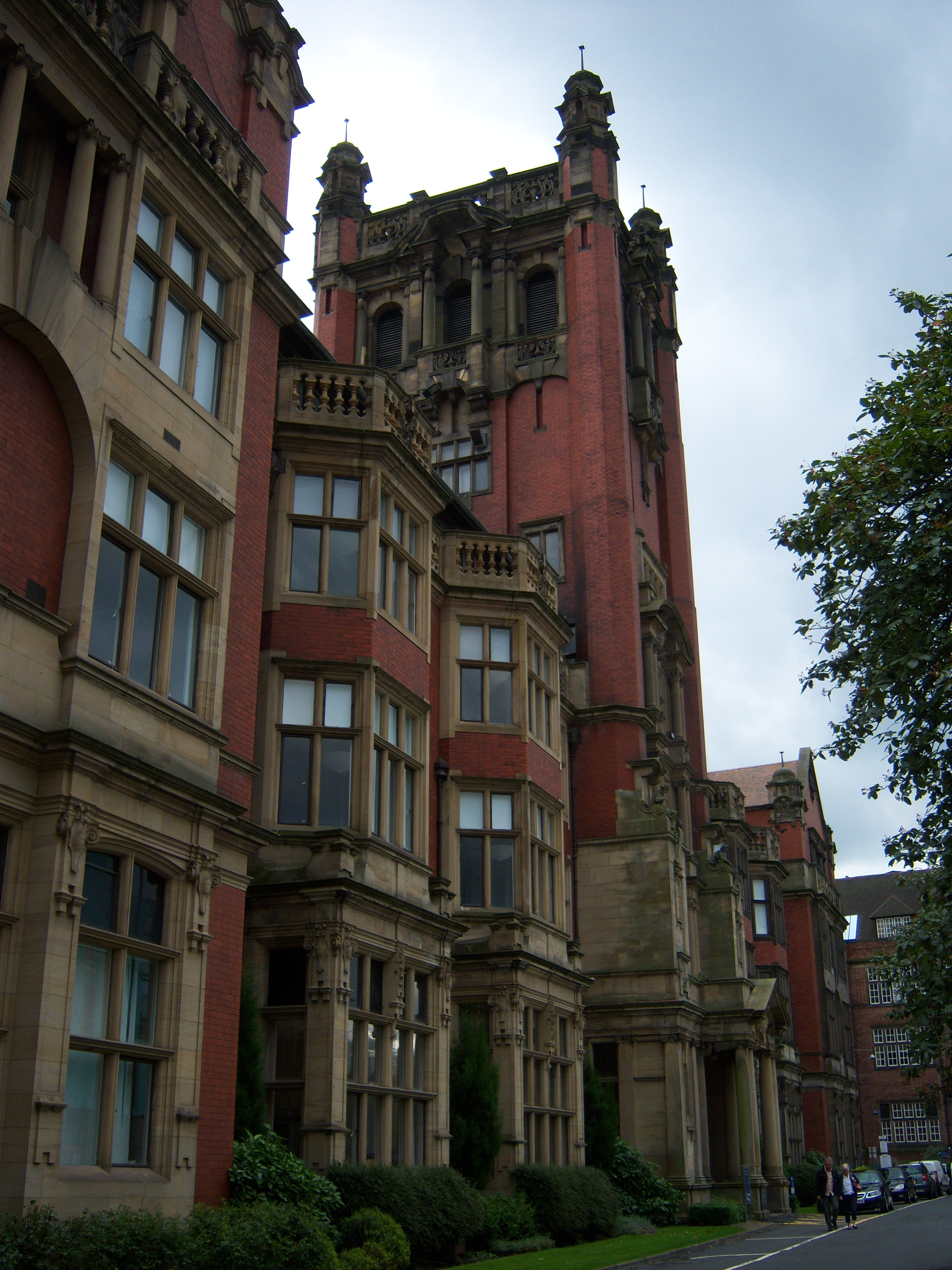
O Edifício Armstrong.

A criação de uma universidade em Newcastle upon Tyne foi proposta pela primeira vez em 1831 por Thomas Greenhow em uma palestra para a Sociedade Literária e Filosófica. Em 1832, um grupo de médicos locais - os doutores George Fife (ensinando matéria médica e terapêutica) e Samuel Knott (ensinando teoria e prática da medicina), e os cirurgiões John Fife (ensinando cirurgia), Alexander Fraser (ensinando anatomia e fisiologia) e Henry Glassford Potter (ensinando química) - começou a oferecer palestras médicas em Bell's Court para complementar o sistema de aprendizado (um quarto cirurgião, Duncan McAllum, é mencionado por algumas fontes entre os fundadores, mas não foi incluído no prospecto). A primeira sessão teve início em 1º de outubro de 1832, com oito ou nove alunos, incluindo John Snow, então aprendiz de um cirurgião local, e a palestra de abertura foi proferida por John Fife. Em 1834, as palestras e demonstrações práticas foram transferidas para o Salão da Companhia dos Barbeiros-Cirurgiões para acomodar o número crescente de alunos, e a Escola de Medicina e Cirurgia foi formalmente estabelecida em 1º de outubro de 1834.

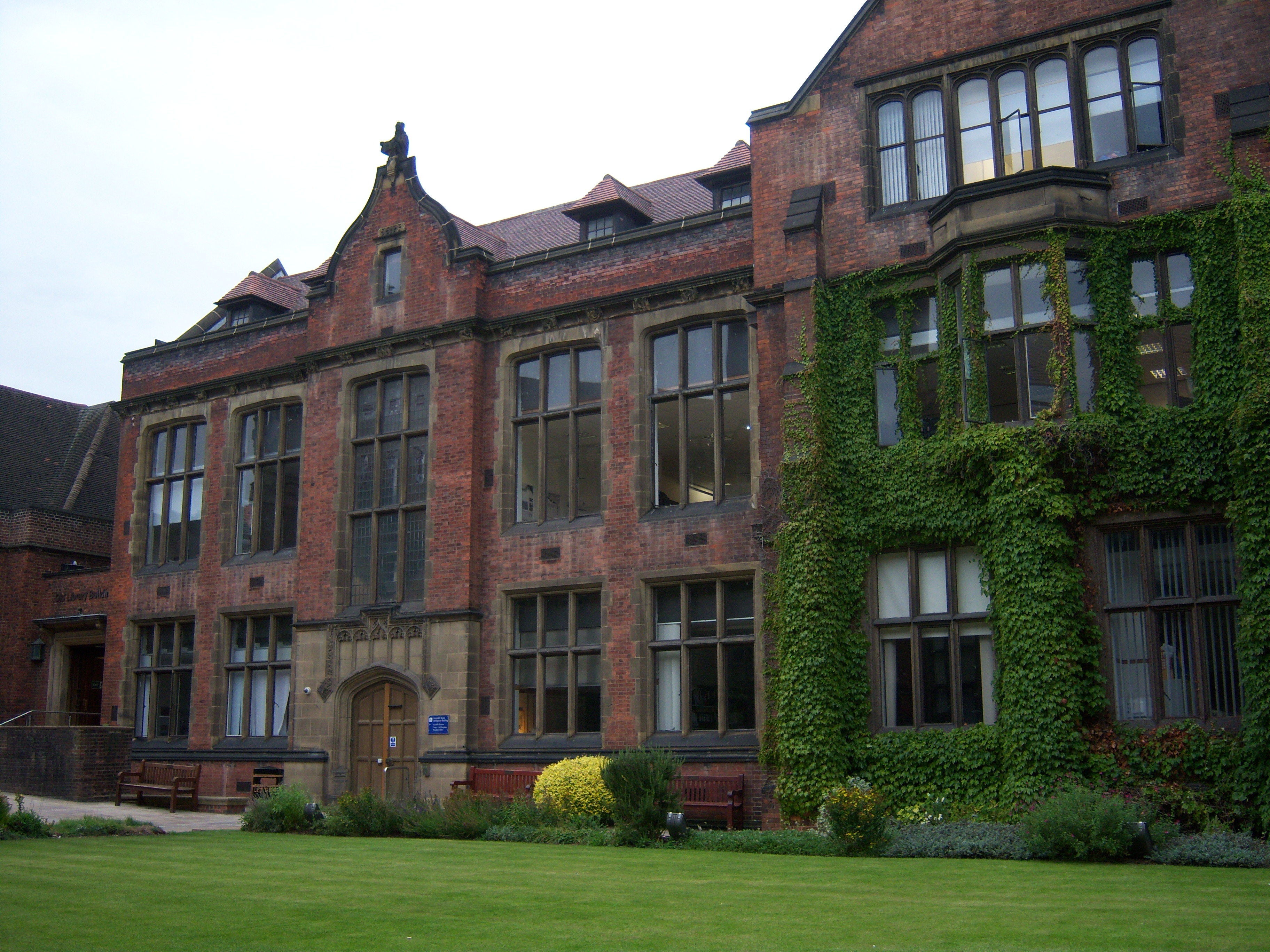
Edifício de Arquitetura, Universidade de Newcastle.

Em 25 de junho de 1851, após uma disputa entre a equipe de professores, a escola foi formalmente dissolvida e os professores se dividiram em duas instituições rivais. A maioria formou a Faculdade de Medicina de Newcastle, e os outros se estabeleceram como Faculdade de Medicina e Ciências Práticas de Newcastle upon Tyne, com cursos concorrentes. Em julho de 1851, a faculdade majoritária foi reconhecida pela Sociedade dos Boticários e, em outubro, pela Faculdade Real de Cirurgiões da Inglaterra e, em janeiro de 1852, foi aprovada pela Universidade de Londres para submeter seus alunos aos exames de graduação em medicina de Londres. Mais tarde, em 1852, a faculdade majoritária foi formalmente vinculada à Universidade de Durham, tornando-se a "Faculdade de Medicina de Newcastle upon Tyne em conexão com a Universidade de Durham". A faculdade concedeu sua primeira "Licença em Medicina" (LicMed) sob os auspícios da Universidade de Durham em 1856, com examinadores externos de Oxford e Londres, tornando-se o primeiro órgão examinador médico no Reino Unido a instituir exames práticos juntamente com exames escritos e de viva voz. As duas faculdades se uniram em 1857, com a primeira sessão da faculdade unificada abrindo em 3 de outubro daquele ano. Em 1861, o grau de Mestrado em Cirurgia foi introduzido, permitindo a dupla qualificação de Licença de Medicina e Bacharelado em Cirurgia, juntamente com os graus de Bacharelado em Medicina e Doutorado em Medicina, ambos exigindo residência em Durham. Em 1870, a faculdade passou a ter uma conexão mais próxima com a universidade, tornando-se a "Faculdade de Medicina da Universidade de Durham", com o Leitor de Medicina tornando-se Professor de Medicina, a faculdade ganhando um representante no senado da universidade e a residência na faculdade passando a contar como residência na universidade para os diplomas de medicina e cirurgia, eliminando a necessidade de os alunos passarem um período de residência em Durham antes de receberem os diplomas mais altos.
As tentativas de criar um local para o ensino de ciências na cidade foram finalmente atendidas com a fundação da Faculdade de Ciências Físicas em 1871. A faculdade oferecia ensino de matemática, física, química e geologia para atender às crescentes necessidades do setor de mineração, tornando-se a "Faculdade de Ciências Físicas de Durham" em 1883 e depois renomeada em homenagem a William George Armstrong como Faculdade Armstrong em 1904. Ambas as instituições faziam parte da Universidade de Durham, que se tornou uma universidade federal de acordo com a Lei da Universidade de Durham de 1908, com duas divisões em Durham e Newcastle. Em 1908, a divisão de Newcastle estava ensinando uma gama completa de matérias nas Faculdades de Medicina, Artes e Ciências, que também incluíam agricultura e engenharia.
Durante todo o início do século XX, as faculdades de medicina e ciências ultrapassaram o crescimento de suas contrapartes de Durham. Após as tensões entre as duas faculdades de Newcastle no início da década de 1930, uma Comissão Real em 1934 recomendou a fusão das duas faculdades para formar a "Faculdade de King, Durham"; isso foi efetivado pela Lei da Universidade de Durham de 1937. O crescimento adicional de ambas as divisões da universidade federal levou a tensões dentro da estrutura e a um sentimento de que ela era grande demais para ser administrada como um único órgão. Em 1º de agosto de 1963, a Lei das Universidades de Durham e Newcastle upon Tyne de 1963 separou as duas, criando assim a "Universidade de Newcastle upon Tyne". Como sucessora da Faculdade de King, Durham, a universidade, em sua fundação em 1963, adotou o brasão de armas originalmente concedido ao Conselho da Faculdade de King em 1937.
Acima do pórtico do prédio do Grêmio Estudantil há esculturas em baixo-relevo das armas e lemas da Universidade de Durham, Faculdade Armstrong e Faculdade de Medicina de Durham, as partes predecessoras da Universidade de Newcastle. Embora um lema em latim, mens agitat molem (a mente move a matéria) apareça no prédio do Grêmio Estudantil, a universidade em si não tem um lema oficial.

## Campus e localização

### Reino Unido

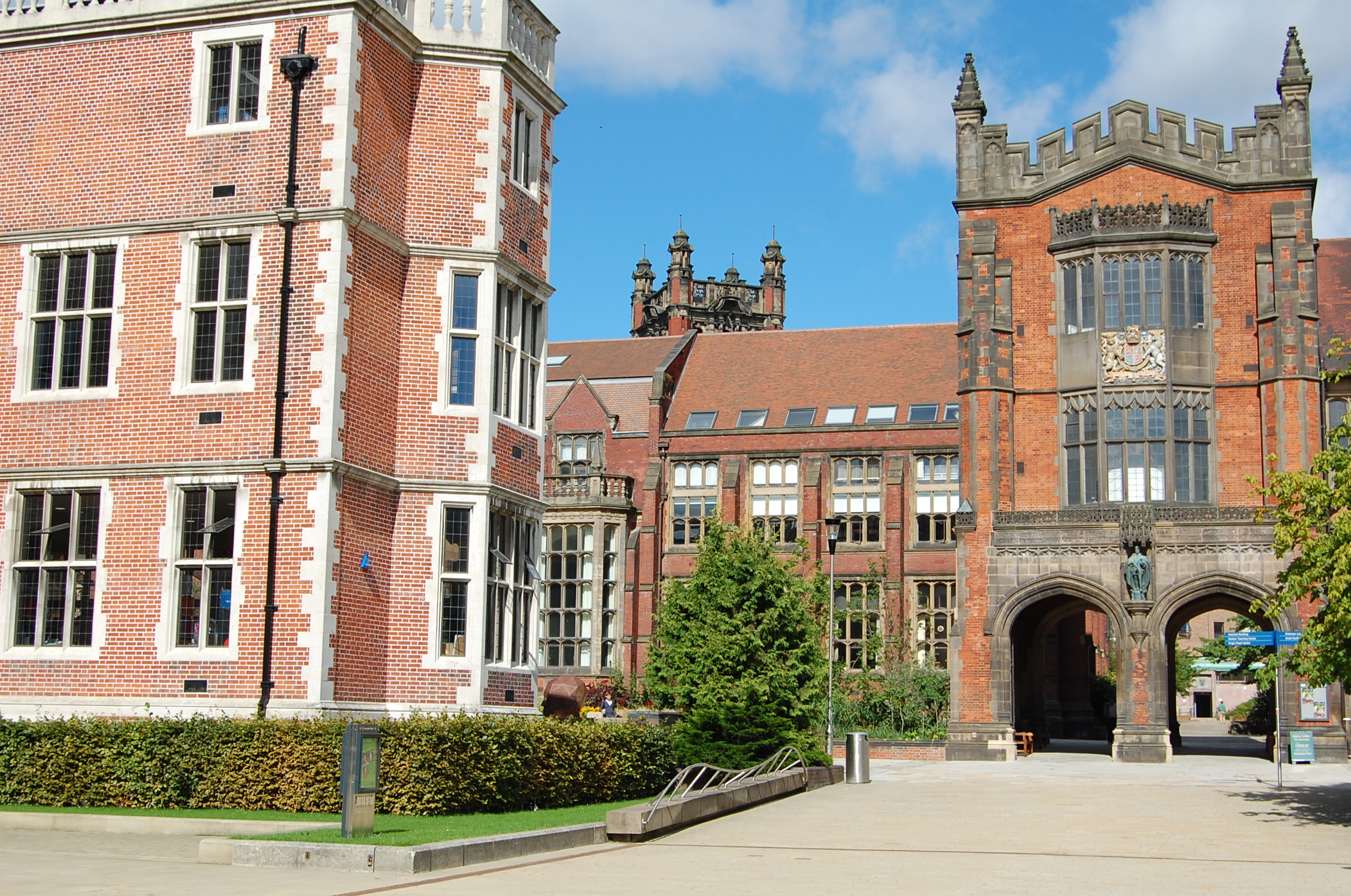
Campus da Universidade de Newcastle, olhando em direção aos Arcos, com o prédio do Grêmio Estudantil à esquerda (2013).

A universidade ocupa um campus próximo ao Haymarket, no centro de Newcastle upon Tyne. Está localizada a noroeste do centro da cidade, entre os espaços abertos do Leazes Park e o Town Moor; a escola de medicina da universidade e a Enfermaria Royal Victoria ficam adjacentes a oeste.
O Edifício Armstrong é o prédio mais antigo do campus e é o local da Faculdade Armstrong original. O edifício foi construído em três etapas; a ala nordeste foi concluída primeiro a um custo de £18.000 e inaugurada pela Princesa Luísa em 5 de novembro de 1888. A ala sudeste, que inclui a Torre Jubilee, e as alas sudoeste foram inauguradas em 1894. A Torre Jubilee foi construída com fundos excedentes arrecadados em uma exposição para marcar o Jubileu de Ouro da Rainha Vitória em 1887. A fachada noroeste, que forma a entrada principal, foi concluída em 1906 e apresenta duas figuras de pedra para representar a ciência e as artes. Grande parte do trabalho de construção posterior foi financiado por Sir Isaac Lowthian Bell, metalúrgico e ex-prefeito de Newcastle, que deu nome à torre principal. Em 1906, ela foi inaugurada pelo Rei Eduardo VII.
O edifício contém o King's Hall, que serve como o principal salão da universidade para fins cerimoniais, onde são realizadas as cerimônias de formatura. O salão pode acomodar até 500 assentos. O Rei Eduardo VII deu permissão para chamar o Grande Salão de King's Hall. Durante a Primeira Guerra Mundial, o edifício foi requisitado pelo Departamento de Guerra para criar o primeiro Hospital Geral do Norte, uma instalação para o Corpo Médico do Exército Real tratar de vítimas militares. As fotografias de formatura são frequentemente tiradas no Quadrilátero da Universidade, próximo ao Edifício Armstrong. Em 1949, o Quadrilátero foi transformado em um jardim formal em memória dos membros da Universidade de Newcastle que deram suas vidas nas duas guerras mundiais. Em 2017, uma estátua de Martin Luther King Jr. foi erguida no pátio interno do Edifício Armstrong, para comemorar o 50º aniversário de seu diploma honorário da universidade.
O Edifício Bruce é uma antiga cervejaria, construída entre 1896 e 1900 no local do Hotel Hotspur, e projetada pelo arquiteto Joseph Oswald como as novas instalações da Newcastle Breweries Limited. A universidade ocupou o edifício a partir da década de 1950, mas, tendo ficado vazio por algum tempo, o edifício foi reformado em 2016 para se tornar um espaço residencial e de escritórios.

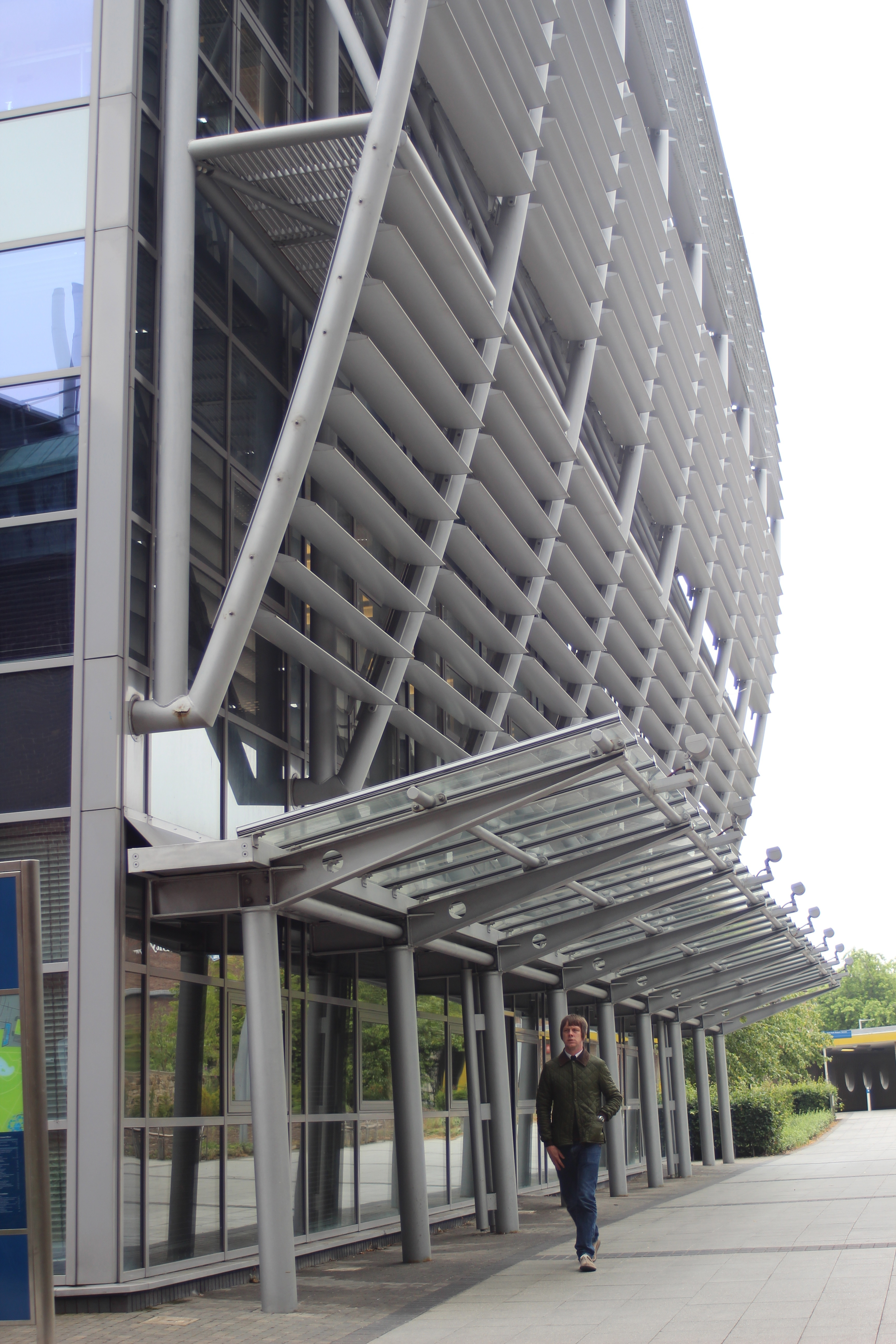
O Edifício Devonshire.

O Edifício Devonshire, inaugurado em 2004, incorpora um projeto com eficiência energética. Ele usa células fotovoltaicas para ajudar a alimentar persianas motorizadas que controlam a temperatura do edifício e serpentinas de aquecimento geotérmico. Seus arquitetos ganharam prêmios no Hadrian Awards e no RICS Building of the Year Award 2004. A universidade ganhou um prêmio Green Gown por sua construção.
Os planos para acréscimos e melhorias no campus foram divulgados em março de 2008 e concluídos em 2010 a um custo de £200 milhões. Eles incluíram uma reforma da fachada sudeste (Haymarket) com um prédio administrativo de cinco andares, bem como novas acomodações para estudantes. Dois prédios adicionais para a escola de medicina também foram construídos. Em setembro de 2012, foram concluídos os novos prédios e instalações da INTO Faculdade de Newcastle no campus da universidade. O edifício principal oferece 18 novas salas de aula, um Centro de Recursos de Aprendizagem, um auditório, um laboratório de ciências, escritórios administrativos e acadêmicos e um restaurante.

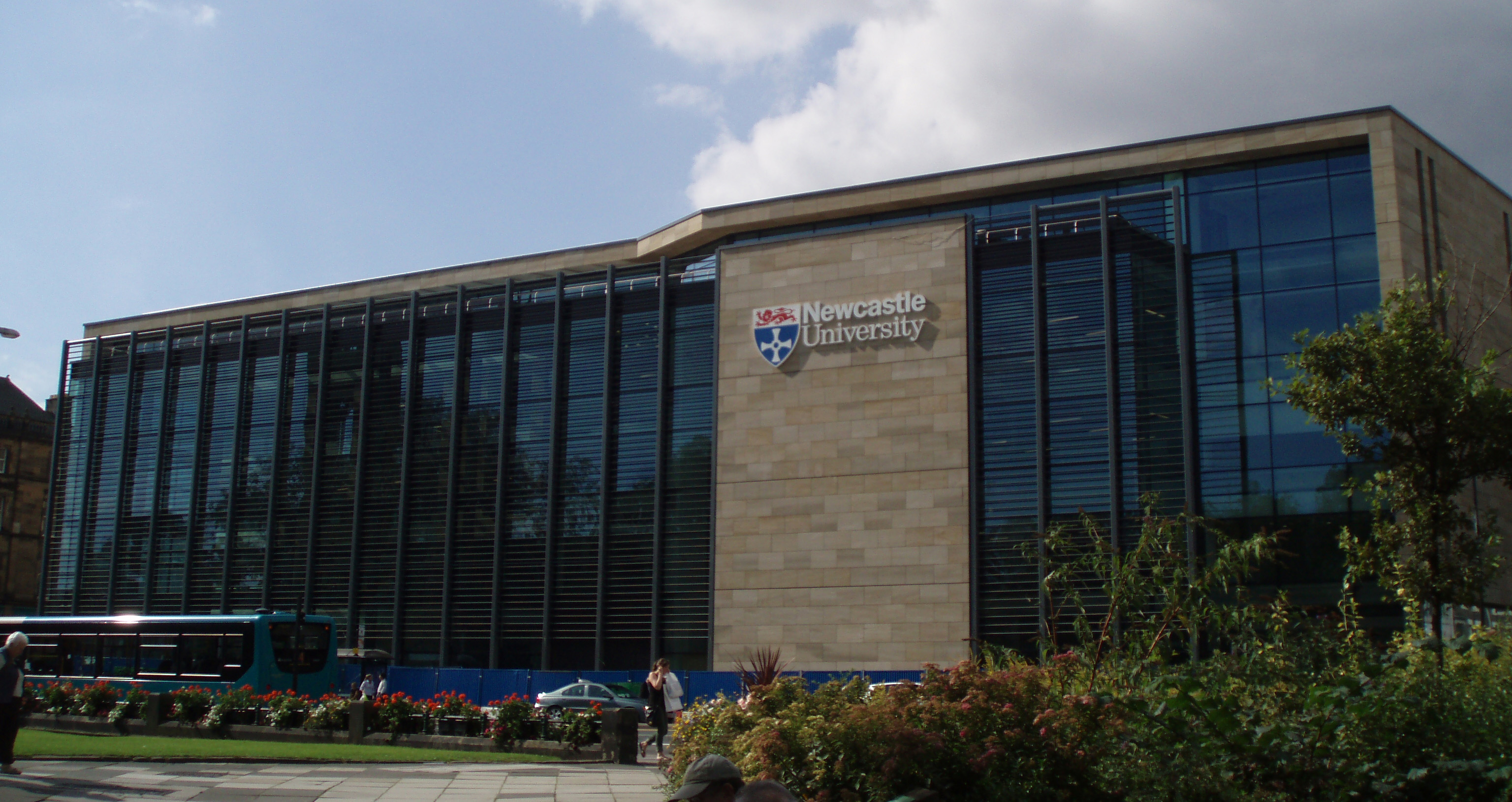
O Edifício King's Gate abriga serviços estudantis e administrativos e foi construído em 2009.

A Biblioteca Philip Robinson é a principal biblioteca da universidade e recebeu o nome de um vendedor de livros da cidade e benfeitor da biblioteca. A Biblioteca Walton é especializada em serviços para a Faculdade de Ciências Médicas. Seu nome é uma homenagem a Lorde Walton de Detchant, ex-diretor da Escola de Medicina e professor de Neurologia. A biblioteca tem um relacionamento com a região norte do NHS, permitindo que seus funcionários usem a biblioteca para pesquisa e estudo. A Biblioteca de Direito é especializada em recursos relacionados à lei, e a Biblioteca Marjorie Robinson oferece espaços de estudo adicionais e computadores. Juntas, elas abrigam mais de um milhão de livros e 500.000 recursos eletrônicos. Algumas escolas da universidade, como a Escola de Línguas Modernas, também têm suas próprias bibliotecas menores, com coleções menores e altamente especializadas.
Além do campus no centro da cidade, há edifícios como o Laboratório Dove Marine, localizado na Baía de Cullercoats, e a Fazenda Cockle Park, em Northumberland.

### Singapura e Malásia
Em setembro de 2008, a primeira filial da universidade no exterior foi aberta em Singapura, um campus especializado em Estudos Marinhos chamado NUMI Singapura. Posteriormente, esse campus se expandiu para além dos assuntos marítimos e se tornou a Universidade de Newcastle - Singapura, em grande parte por ter se tornado uma Universidade Parceira no Exterior do Instituto de Tecnologia de Singapura.
Em 2011, a Escola de Medicina da universidade abriu um campus internacional em Iskandar Puteri, Johore, Malásia, chamado Universidade de Medicina de Newcastle - Malásia.

### Acomodação para estudantes

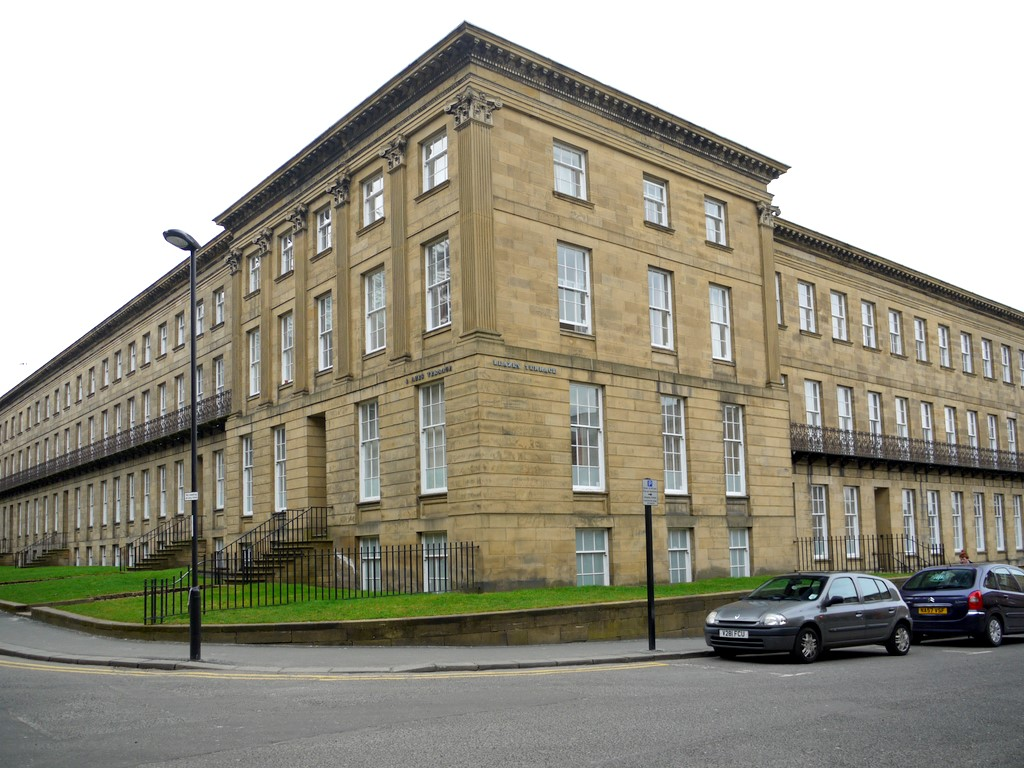
Leazes Terrace, um edifício listado como Grau I, projetado por Thomas Oliver e construído por Richard Grainger, em 1829-1834; atualmente é uma acomodação para estudantes.

A Universidade de Newcastle tem muitas residências universitárias com alimentação disponíveis para os alunos do primeiro ano, localizadas ao redor da cidade de Newcastle. As áreas mais populares de Newcastle para casas e apartamentos particulares para estudantes fora do campus incluem Jesmond, Heaton, Sandyford, Shieldfield, South Shields e Spital Tongues.
O Henderson Hall foi usado como residência até ser destruído por um incêndio em 2023.
A Faculdade de St Mary em Fenham, uma das residências universitárias, era anteriormente a Faculdade de Educação de St Mary, uma faculdade de treinamento de professores.

## Organização e governança
A atual Chanceler é a poeta e artista britânica Imtiaz Dharker. Ela assumiu o cargo em 1º de janeiro de 2020. O vice-chanceler é Chris Day, um hepatologista e ex-vice-chanceler da Faculdade de Ciências Médicas.
A universidade tem cerca de 16.000 alunos de graduação e 5.600 alunos de pós-graduação. O ensino e a pesquisa são ministrados em 19 escolas acadêmicas, 13 institutos de pesquisa e 38 centros de pesquisa, distribuídos em três faculdades: a Faculdade de Ciências Humanas e Sociais; a Faculdade de Ciências Médicas; e a Faculdade de Ciências, Agricultura e Engenharia. A universidade oferece cerca de 175 programas de graduação em tempo integral em uma ampla gama de áreas de estudo que abrangem artes, ciências, engenharia e medicina, juntamente com aproximadamente 340 programas de pós-graduação ministrados e de pesquisa em diversas disciplinas.
Ela realiza uma série de palestras públicas chamadas "Insights" todos os anos no Auditório Curtis no Edifício Herschel. Muitas das parcerias da universidade com empresas, como a Red Hat, estão alojadas no Anexo Herschel.

### Chanceleres e vice-chanceleres

#### Chanceleres
- Hugh Percy (1963–1988)

- Matthew White Ridley (1988–1999)

- Chris Patten (1999–2009)

- Liam Donaldson (2009–2019)

- Imtiaz Dharker (2020–presente)[38]

#### Vice-chanceleres
- Charles Bosanquet (1963–1968)

- Henry Miller (1968–1976)

- Ewan Stafford Page (1976–1978)

- Laurence Martin (1978–1990)

- Duncan Murchison (1991)

- James Wright (1992–2000)

- Christopher Edwards (2001–2007)

- Chris Brink (2007–2016)

- Chris Day (2017–presente)

### Responsabilidade cívica
A instituição se descreve como uma universidade cívica, com um papel a desempenhar na sociedade, levando sua pesquisa a questões enfrentadas pelas comunidades (locais, nacionais ou internacionais).
Em 2012, a universidade inaugurou o Instituto de Renovação Social de Newcastle para tratar de questões de mudança social e econômica, representando as escolas acadêmicas voltadas para a pesquisa da Faculdade de Ciências Humanas e Sociais e da Escola de Administração.
Mark Shucksmith foi diretor do Instituto de Renovação Social de Newcastle na Universidade de Newcastle, onde também é professor de Planejamento.
Em 2006, a universidade recebeu o status de comércio justo e, a partir de janeiro de 2007, tornou-se um campus livre de fumo.
A universidade também está ativamente envolvida com vários museus da região há muitos anos. O Museu do Grande Norte: Hancock foi inaugurado originalmente em 1884 e é frequentemente um local para o programa de eventos da universidade.

### Faculdades, escolas e institutos
As escolas de ensino da universidade estão localizadas em três faculdades. Cada faculdade é dirigida por um Reitor/Pró-vice-chanceler e uma equipe de Decanos com responsabilidades específicas. A universidade também tem institutos de pesquisa localizados em cada faculdade.

#### Faculdade de Ciências Humanas e Sociais

##### Escolas
- Escola de Arquitetura, Planejamento e Paisagismo

- Escola de Artes e Culturas

- Escola de Administração

- Escola de Educação, Comunicação e Ciências da Linguagem

- Escola de Literatura, Língua e Linguística Inglesa

- Escola de Geografia, Política e Sociologia

- Escola de História, Clássicos e Arqueologia

- Escola de Direito

- Escola de Línguas Modernas

##### Institutos
- Instituto de Prática de Artes Criativas
- Instituto de Pesquisa em Ciências Humanas
- Instituto de Ciências Sociais

#### Faculdade de Ciências Médicas

##### Escolas
- Escola de Ciências Biomédicas, Nutricionais e do Esporte
- Escola de Ciências Odontológicas
- Escola de Educação Médica
- Escola de Farmácia
- Escola de Psicologia
- Centro de Biologia Celular Bacteriana

##### Institutos
- Instituto de Biociências
- Instituto de Ciências de Saúde Populacional
- Instituto de Pesquisa Clínica e Translacional

#### Faculdade de Ciências, Agricultura e Engenharia

##### Escolas
- Escola de Computação
- Escola de Engenharia
- Escola de Matemática, Estatística e Física
- Escola de Ciências Naturais e Ambientais

##### Institutos
- Instituto de Pesquisa e Inovação Agroalimentar
- Instituto Digital

#### Escola de Administração

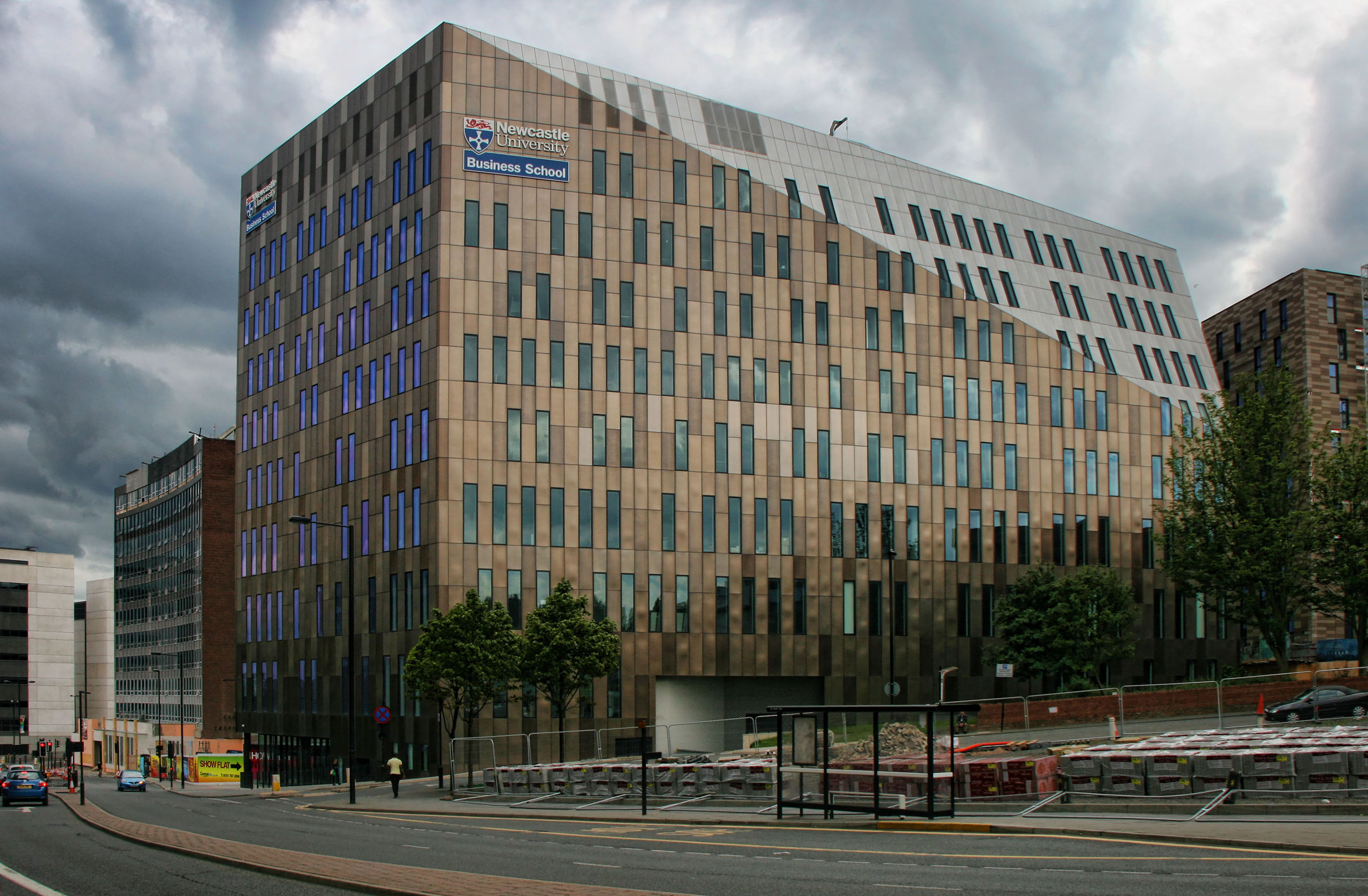
Escola de Administração da Universidade de Newcastle.

Já no ano acadêmico de 1900/1, havia ensino de economia (economia política, como era conhecida na época) em Newcastle, tornando a Economia o departamento mais antigo da Escola. Atualmente, o Departamento de Economia é dirigido por Sir David Dale Chair. Entre os economistas eminentes que atuaram no Departamento (ambos como titulares da Sir David Dale Chair) estão Harry Mainwaring Hallsworth e Stanley Dennison.
A Escola de Administração da Universidade de Newcastle é uma escola de administração triplamente credenciada, com credenciamento pelos três principais órgãos de credenciamento: AACSB, AMBA e EQUIS.
Em 2002, a Escola de Administração da Universidade de Newcastle criou o curso de Contabilidade e Finanças Empresariais em associação com o ICAEW e a PricewaterhouseCoopers. O curso oferece uma rota acelerada para a qualificação e é o principal programa da escola de administração.
Em 2011, a escola de administração inaugurou seu novo prédio, construído no antigo local da cervejaria Scottish and Newcastle, próximo ao St. James' Park. Esse prédio foi inaugurado oficialmente em 19 de março de 2012 por Lord Burns.
A escola de administração operou um campus no centro de Londres de 2014 a 2021, em parceria com a INTO University Partnerships até 2020.

#### Escola de Medicina

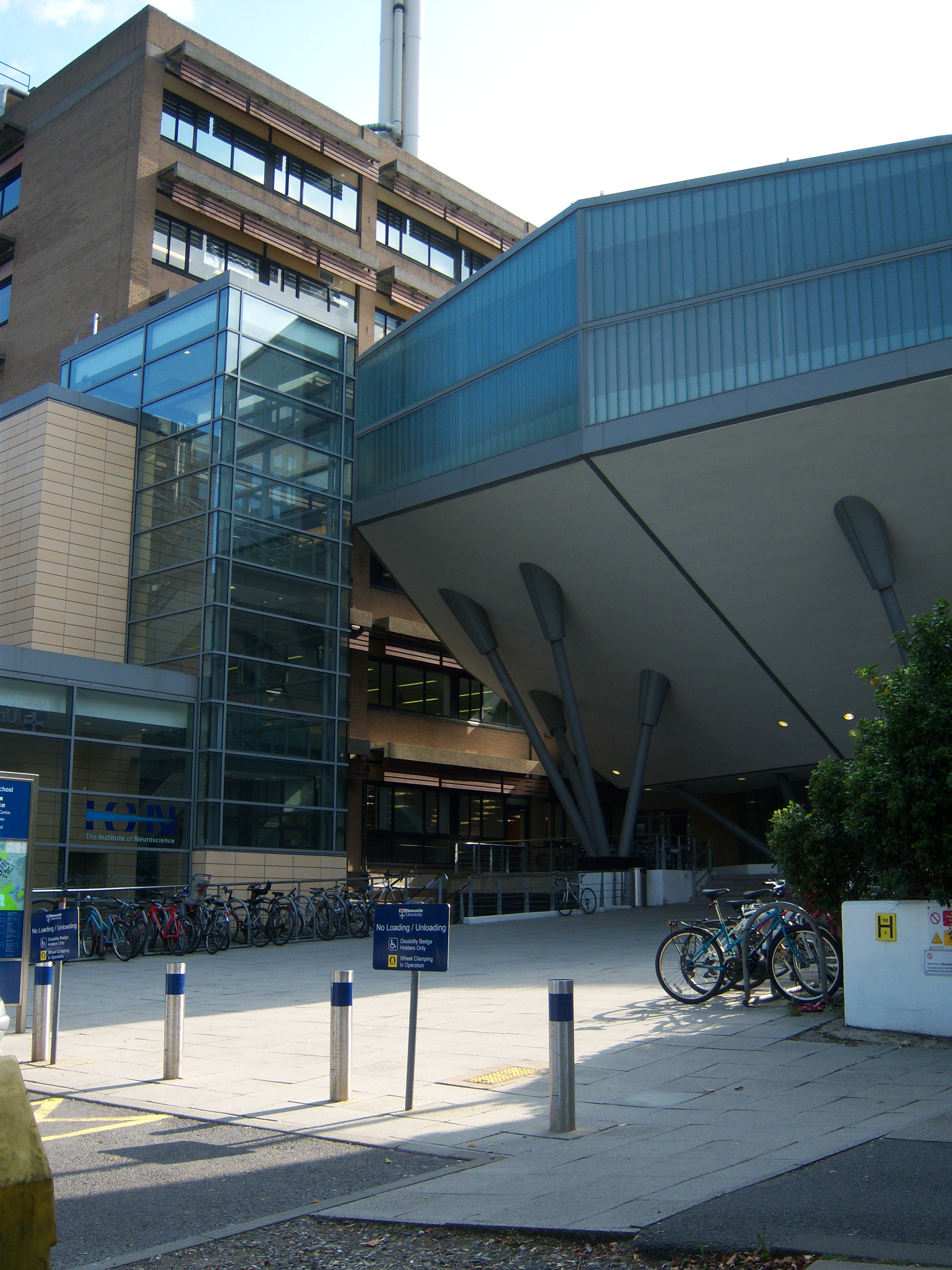
Escola de Medicina, Universidade de Newcastle.

A revista BMC Medicine informou em 2008 que os graduados em medicina de Oxford, Cambridge e Newcastle tiveram um desempenho melhor em testes de pós-graduação do que qualquer outra escola de medicina do Reino Unido.
Em 2008, a Escola de Medicina anunciou que estava expandindo seu campus para a Malásia.
A Enfermaria Royal Victoria sempre teve vínculos estreitos com a Faculdade de Ciências Médicas como um importante hospital-escola.

#### Escola de Línguas Modernas
A Escola de Línguas Modernas consiste em cinco seções: Leste Asiático (que inclui japonês e chinês); francês; alemão; espanhol, português e estudos latino-americanos; e estudos de tradução e interpretação. Seis idiomas são ensinados desde o nível iniciante até o nível de graduação completa - chinês, japonês, francês, alemão, espanhol e português - e cursos para iniciantes em catalão, holandês, italiano e quíchua também estão disponíveis. Além do aprendizado dos idiomas em si, a Universidade de Newcastle também enfatiza muito o estudo e a experiência das culturas dos países onde os idiomas ensinados são falados. A Escola de Línguas Modernas abriga as únicas filiais do nordeste da Inglaterra de dois institutos de importância internacional: o Instituto Camões, um instituto de idiomas para o português, e o Instituto Confúcio, um instituto de idiomas e cultura para o chinês.
O ensino de idiomas estrangeiros modernos em Newcastle é anterior à criação da própria Universidade de Newcastle, pois em 1911 a Faculdade Armstrong em Newcastle contratou Albert George Latham, seu primeiro professor de idiomas modernos.
A Escola de Línguas Modernas em Newcastle é a instituição líder do Consórcio North East Routes into Languages e, juntamente com a Universidade de Durham, a Universidade de Nortúmbria, a Universidade de Sunderland, a Universidade de Teesside e uma rede de escolas, realiza atividades de descoberta de idiomas para alunos de 9 a 13 anos, o que implica a organização de festivais, sessões de perguntas e respostas, bem como um trabalho de aprendizado com o objetivo de construir um portal na internet para conectar os alunos de idiomas de toda a região.

#### Escola de Direito

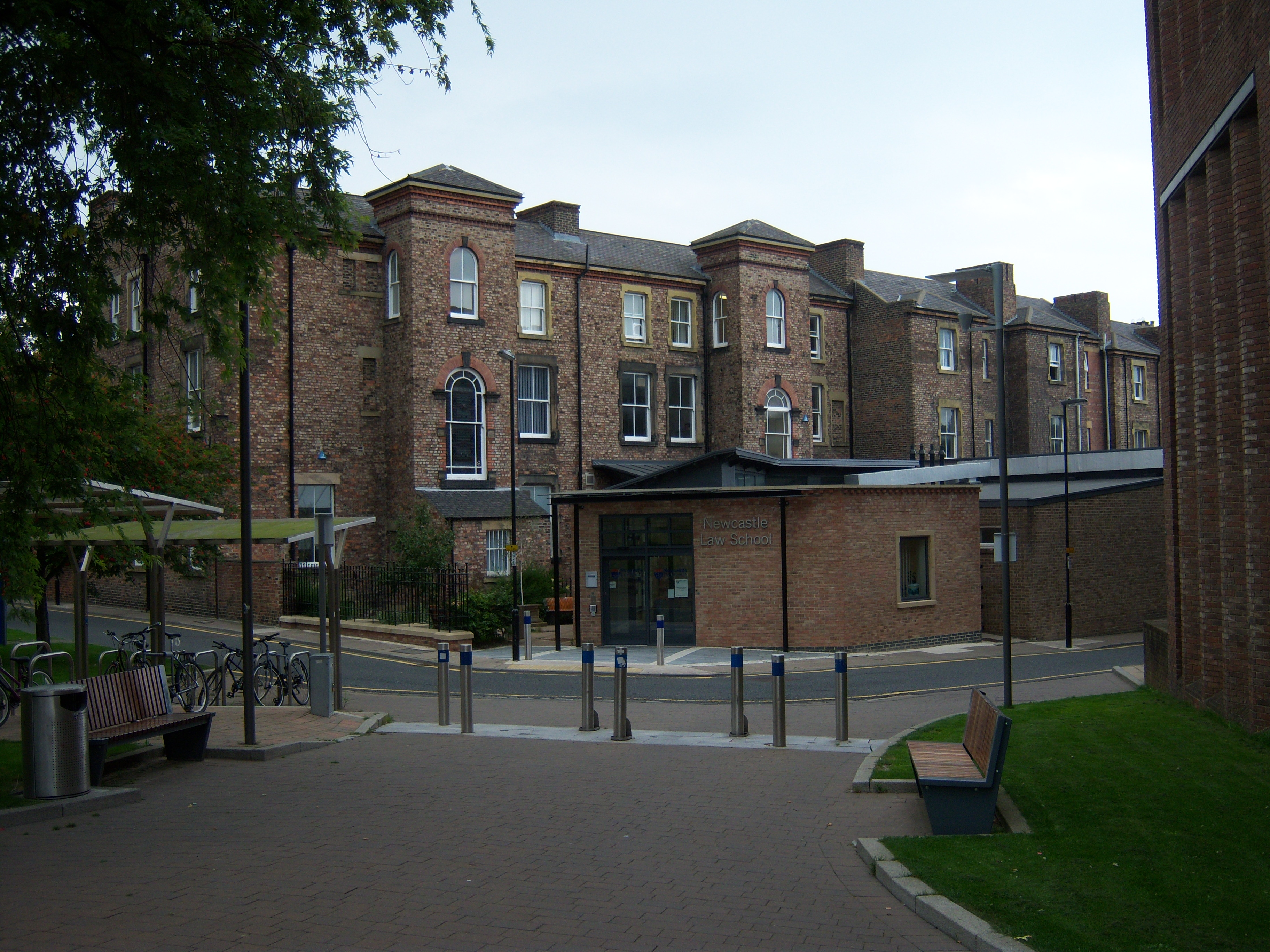
Escola de Direito da Universidade de Newcastle.

A Escola de Direito da Universidade de Newcastle é a escola de direito estabelecida há mais tempo no nordeste da Inglaterra, quando o direito era ensinado na faculdade predecessora da universidade, antes de se tornar independente da Universidade de Durham. Ela conta com vários especialistas nacionais e internacionais reconhecidos em diversas áreas de estudos jurídicos, desde o direito comum e de Chancelaria até o direito internacional e europeu, bem como estudos jurídicos contextuais, sociolegais e teóricos.
A Escola de Direito ocupa quatro casas especialmente adaptadas do final do período vitoriano. Os escritórios, o auditório para palestras e as salas de seminários, bem como a Biblioteca de Direito, estão todos localizados dentro dos prédios da escola.

#### Escola de Computação
A Escola de Computação foi classificada no Top 100 mundial da Times Higher Education. As áreas de pesquisa incluem Interação Humano-Computador e computação ubíqua, sistemas seguros e resilientes, biologia sintética, computação escalável (sistemas de alto desempenho, ciência de dados, aprendizado de máquina e visualização de dados) e modelagem avançada. A escola liderou a formação do Centro Nacional de Inovação de Dados. O ensino inovador na escola foi reconhecido em 2017 com o prêmio National Teaching Fellowship.

### Túnel de cavitação

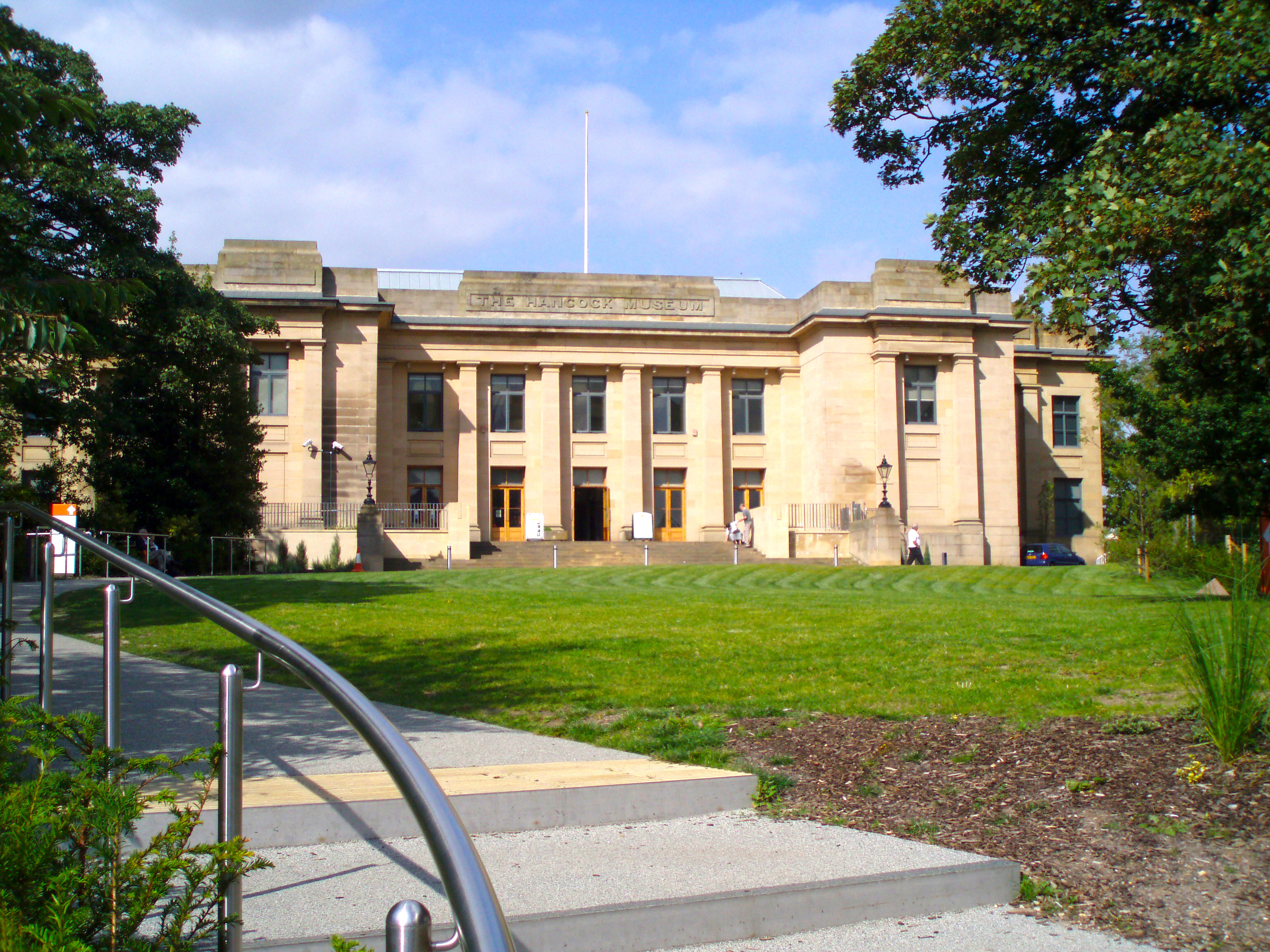
O Museu Hancock, fundado em 1884, é o principal local do Museu do Grande Norte.

A Universidade de Newcastle tem o segundo maior túnel de cavitação do Reino Unido. Fundado em 1950 e sediado no Departamento de Ciência e Tecnologia Marinha, o Túnel de Cavitação Emerson é usado como uma bacia de teste para hélices, turbinas de água, revestimentos subaquáticos e interação de hélices com gelo. O Túnel de Cavitação Emerson foi recentemente transferido para uma nova instalação em Blyth.

### Museus e galerias
A universidade está associada a vários museus e galerias da região, incluindo o projeto do Museu do Grande Norte, que tem como sede principal o mundialmente renomado Museu Hancock. O Museu do Grande Norte: Hancock também contém as coleções de dois dos antigos museus da universidade, o Museu Shefton e o Museu de Antiquidades, ambos atualmente fechados. A Galeria Hatton, que fica na universidade, também faz parte do projeto do Museu do Grande Norte e permanece no Edifício de Belas Artes.

## Perfil acadêmico

### Reputação e rankings

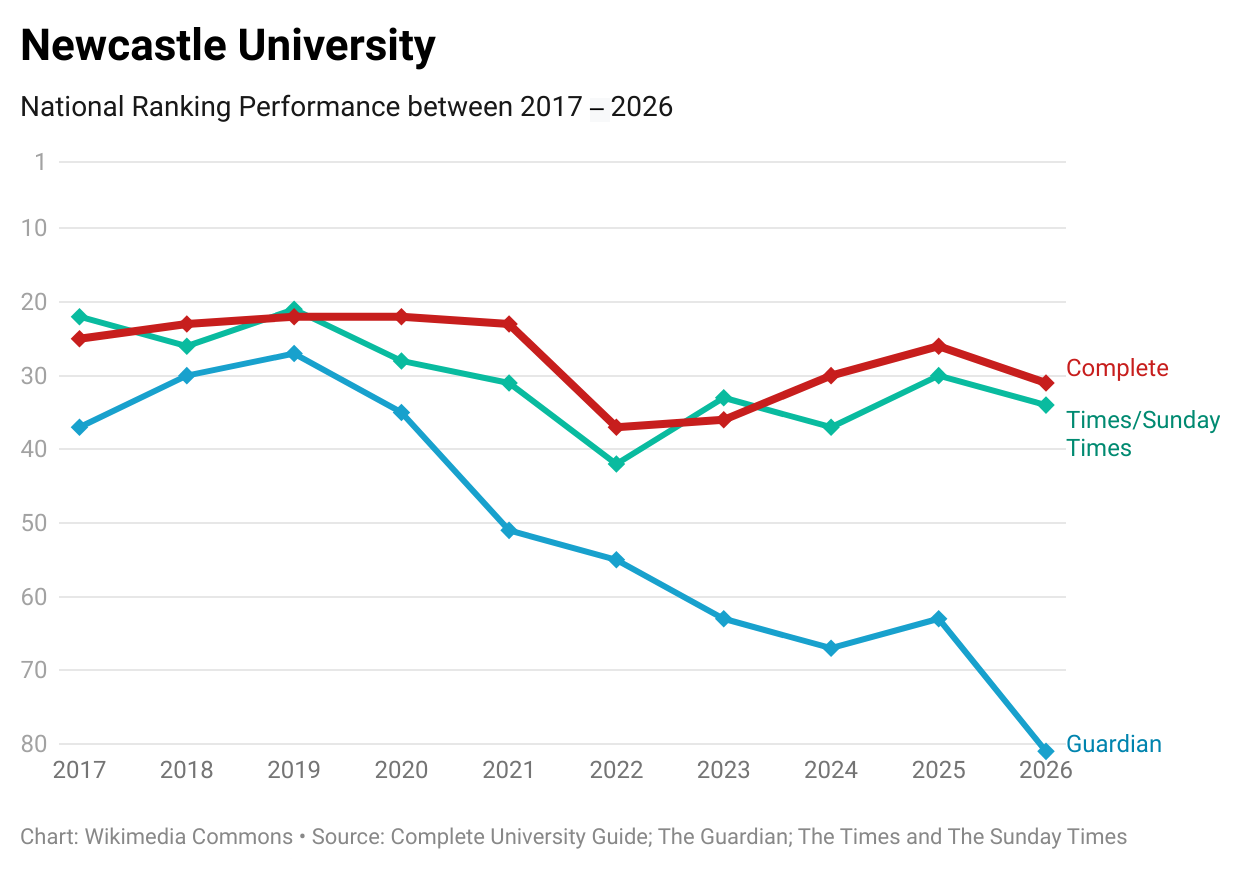
Desempenho da Universidade de Newcastle na tabela de classificação nacional nos últimos dez anos

A universidade é membro do Grupo Russell das universidades de pesquisa intensiva do Reino Unido. Está classificada entre as 200 melhores da maioria das classificações mundiais e entre as 40 melhores da maioria das classificações do Reino Unido. Em 2023, estava classificada em 110º lugar globalmente pela QS, 292º pela Leiden, 139º pela Times Higher Education e 201º-300º pela Academic Ranking of World Universities. Nacionalmente, está classificada em 33º lugar pelo Times/Sunday Times Good University Guide, 30º pelo Complete University Guide e em 63º lugar pelo Guardian.

### Admissões
| Domicílio e Etnia                                 | Total | Total |
| ------------------------------------------------- | ----- | ----- |
| align=right\| 65%                                 | 65    | 65    |
| align=right\| 12%                                 | 12    | 12    |
| Estrangeiros da União Europeia\|align=right\| 4%  | 4     | 4     |
| align=right\| 19%                                 | 19    | 19    |
| Indicadores de Participação Ampliada na Graduação |       |       |
| align=right\| 52%                                 | 52    | 52    |
| align=right\| 23%                                 | 23    | 23    |
| align=right\| 9%                                  | 9     | 9     |

Em termos de média de pontos do Serviço de Admissão em Universidades e Faculdades (UCAS) dos ingressantes, a Newcastle ficou em 19º lugar na Grã-Bretanha em 2014. Em 2015, a universidade ofereceu admissão a 92,1% de seus candidatos, a taxa mais alta entre o Grupo Russell.
25,1% dos alunos de graduação de Newcastle têm educação privada, a décima terceira maior proporção entre as principais universidades britânicas. No ano acadêmico de 2016-17, a universidade teve uma divisão de domicílio de 74:5:21 de alunos do Reino Unido: UE: não UE, respectivamente, com uma proporção de 51:49 de mulheres para homens.

### Pesquisas
A Newcastle é membro do Grupo Russell, que é composto por 24 universidades com uso intensivo de pesquisa. Na Estrutura de Excelência em Pesquisa (Research Excellence Framework) de 2021, que avalia a qualidade da pesquisa nas instituições de ensino superior do Reino Unido, a Newcastle está classificada em 33º lugar em GPA (juntamente com a Universidade de Strathclyde e a Universidade de Sussex) e em 15º lugar em termos de poder de pesquisa (a pontuação média de uma universidade, multiplicada pelo número equivalente de pesquisadores em tempo integral).

## Vida estudantil

### Grêmio estudantil
O Grêmio Estudantil da Universidade de Newcastle, conhecida como Union Society até a reformulação da marca em 2012, inclui clubes e sociedades esportivas administrados por estudantes.

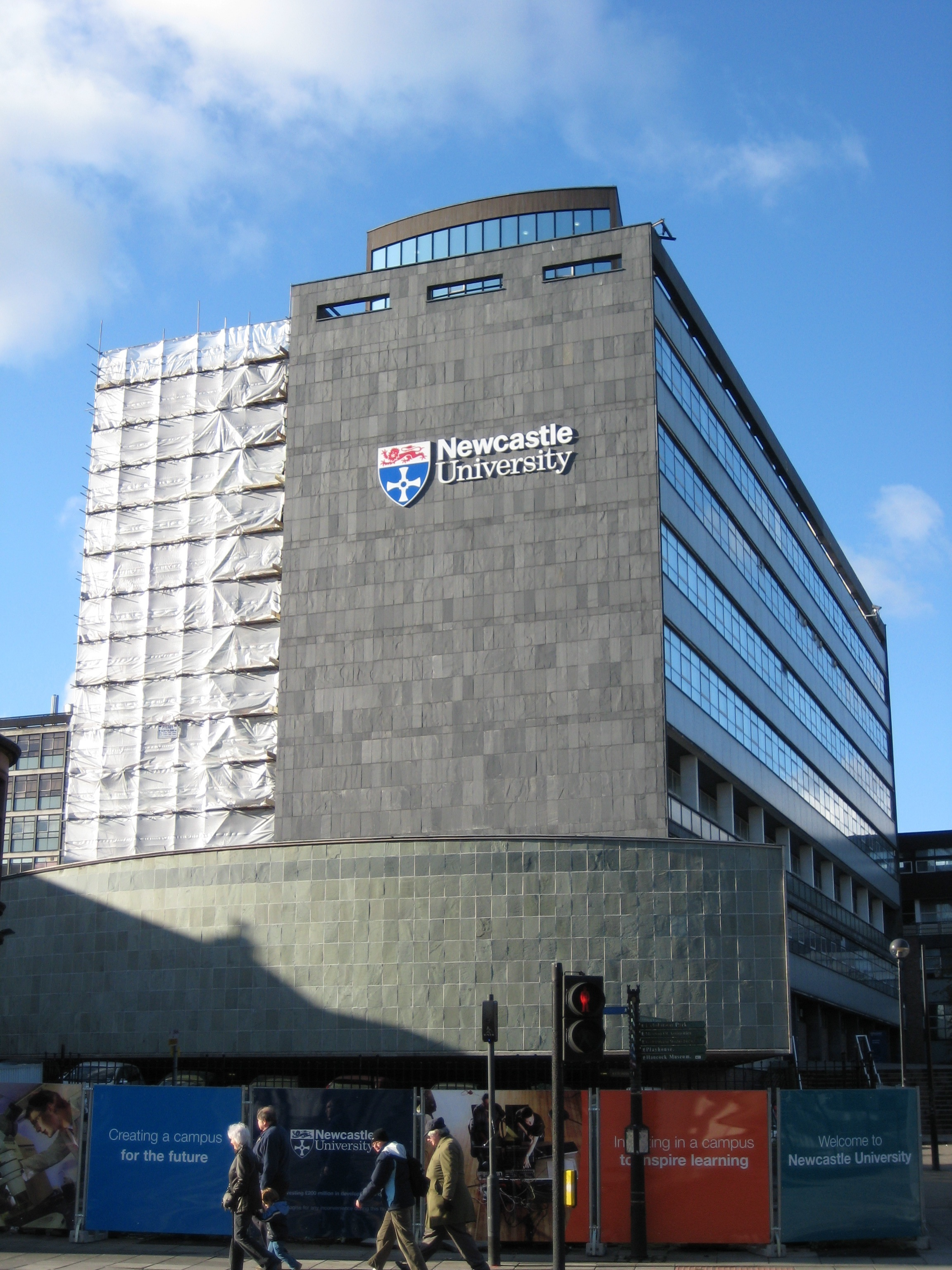
O Edifício Herschel, que abriga a Escola de Matemática, Estatística e Física, e vários dos maiores auditórios da universidade.

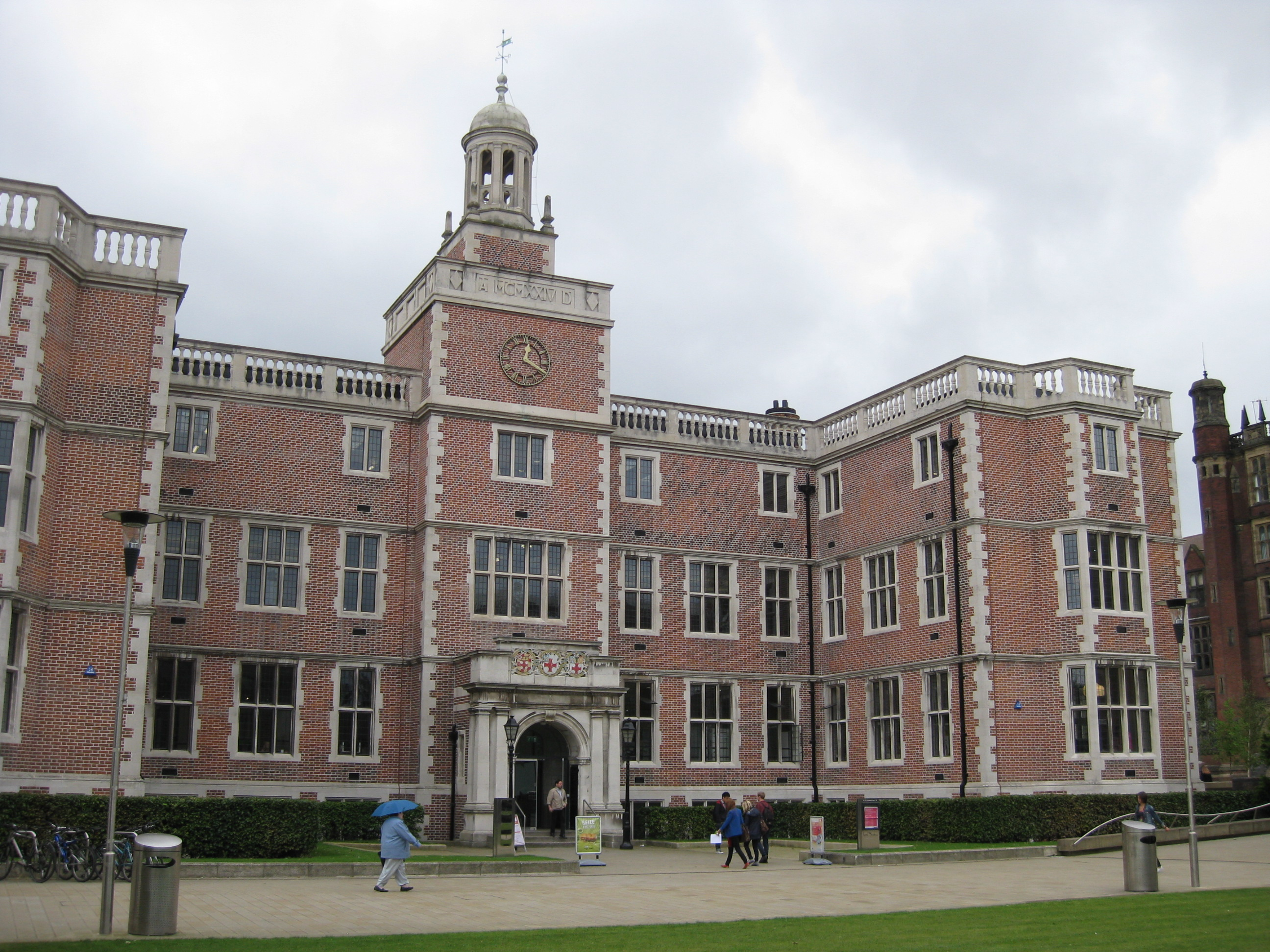
Grêmio Estudantil após a reforma, 2012.

O prédio do Grêmio Estudantil foi construído em 1924 após uma generosa doação de um doador anônimo, que agora se acredita ter sido Sir Cecil Cochrane, um grande benfeitor da universidade. Foi construído em estilo neojacobino e projetado pelo arquiteto local Robert Burns Dick. Foi inaugurado em 22 de outubro de 1925 por Rt. Hon. Lord Eustace Percy, que mais tarde serviu como Reitor da Faculdade de King de 1937 a 1952. É um edifício classificado como Grau II. Em 2010, a universidade doou £8 milhões para um projeto de reforma do Edifício Union.
O Grêmio Estudantil é administrado por sete diretores sabáticos remunerados, incluindo um Diretor de Bem-Estar e Igualdade, e dez cargos de diretores não remunerados em tempo parcial. O ex-líder dos Liberais Democratas, Tim Farron, foi presidente do Grêmio Estudantil da Universidade de Newcastle em 1991-1992. O Grêmio Estudantil também emprega cerca de 300 pessoas em funções auxiliares, incluindo a equipe do bar e organizadores de entretenimento.
The Courier é um jornal estudantil semanal. Fundado em 1948, o número atual de leitores semanais é de cerca de 12.000, a maioria dos quais são estudantes da universidade. O jornal ganhou o prêmio de Publicação Estudantil do Ano do The Guardian duas vezes consecutivas, em 2012 e 2013. É publicado todas as segundas-feiras durante o período letivo.
A Rádio Estudantil de Newcastle é uma estação de rádio sediada na universidade. Ela produz programas sobre música, notícias, conversas e esportes e tem como objetivo atender a uma ampla gama de gostos musicais.
O NUTV, conhecido como TCTV de 2010 a 2017, é um canal de televisão estudantil, criado em 2007. Produz conteúdo ao vivo e sob demanda com cobertura de eventos, bem como programas e shows criados por estudantes.

### Intercâmbio estudantil
A Universidade de Newcastle assinou mais de 100 acordos com universidades estrangeiras, permitindo que o intercâmbio de estudantes ocorra de forma recíproca.

### Esportes

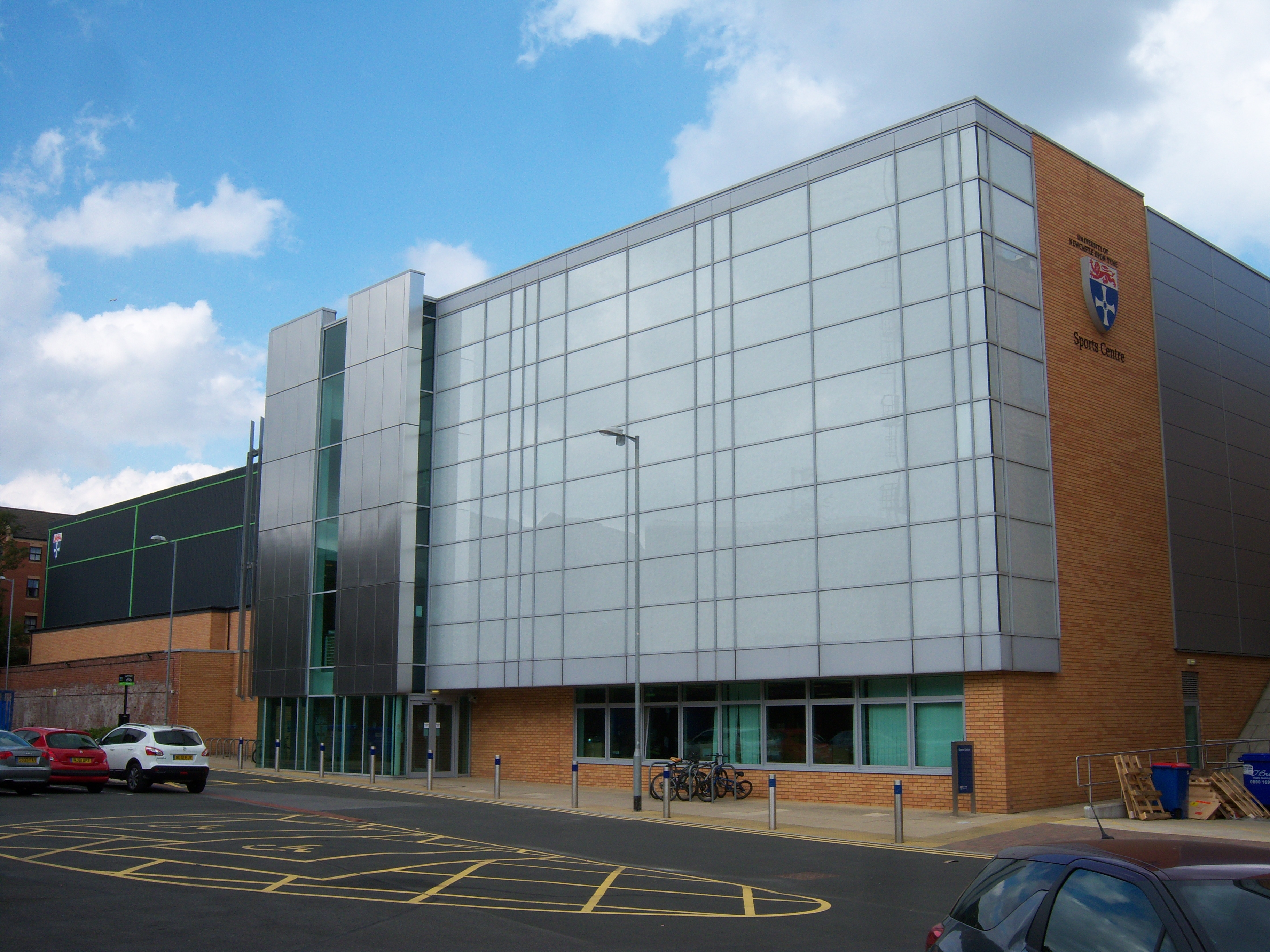
Centro Esportivo, Universidade de Newcastle.

Newcastle é uma das universidades líderes em esportes no Reino Unido e está constantemente classificada entre as 12 melhores de 152 instituições de ensino superior nos rankings da British Universities and Colleges Sport (BUCS). Mais de 50 clubes esportivos liderados por estudantes são apoiados por uma equipe de profissionais e uma rede de instalações esportivas internas e externas em quatro locais. A universidade tem um forte histórico de rúgbi e foi a vencedora da Northumberland Senior Cup em 1965.
A universidade desfruta de uma rivalidade esportiva amigável com as universidades locais. A Stan Calvert Cup foi realizada entre 1994 e 2018 pelas principais equipes esportivas de Newcastle e da Universidade de Nortúmbria. A Corrida de Barcos do Norte (Boat Race of the North) também foi realizada entre os clubes de remo da Universidade de Newcastle e da Universidade de Durham.
A partir de 2023, o Newcastle University F.C. competirá no futebol masculino na Divisão Dois da Northern League.
A instalação esportiva Cochrane Park da universidade foi um local de treinamento para as equipes de futebol que atuaram no St. James' Park durante os Jogos Olímpicos de Verão de 2012.